# Silk Road (televisiefilm)
Silk Road is een Nederlandse televisiefilm uit 2017, die is gemaakt in het kader van de serie Telefilm in opdracht van KRO-NCRV. De film bevat weinig dialoog en is gebaseerd op het waargebeurde verhaal van een Nederlandse man die gearresteerd en veroordeeld werd voor handel in drugs op Silk Road. De film kreeg zeven nominaties tijdens het Milano Film Festival. Hoofdrolspeelster Lonsdale ontving de Da Vinci Award.

## Inhoud
Het verhaal wordt verteld vanuit het perspectief van Daphne. Langzaam krijgt ze Raymonds online handel in illegale drugs in de gaten. Ze wordt verliefd op hem en gaat met hem samenwerken.

## Rolverdeling
| Acteur                 | Personage        |
| ---------------------- | ---------------- |
| Olivia Lonsdale        | Daphne           |
| Gijs Blom              | Raymond          |
| Jonas Smulders         | Sem              |
| Phi Nguyen             | Jimmy            |
| Marcel Hensema         | Vader van Daphne |
| Melody Klaver          | Agnes            |
| Ronald Top             | Gert Tiggelman   |
| Majd Mardo             | Joris Huizinga   |
| Nienke van Hofslot     | Josefien         |
| Marloes van den Heuvel | Iris             |
| Bart Harder            | Mick             |